# Mycosphaerella jaczewskii
Mycosphaerella jaczewskii är en svampart som beskrevs av Potebnia 1910. Mycosphaerella jaczewskii ingår i släktet Mycosphaerella och familjen Mycosphaerellaceae.   Inga underarter finns listade i Catalogue of Life.